# Ball de la bola

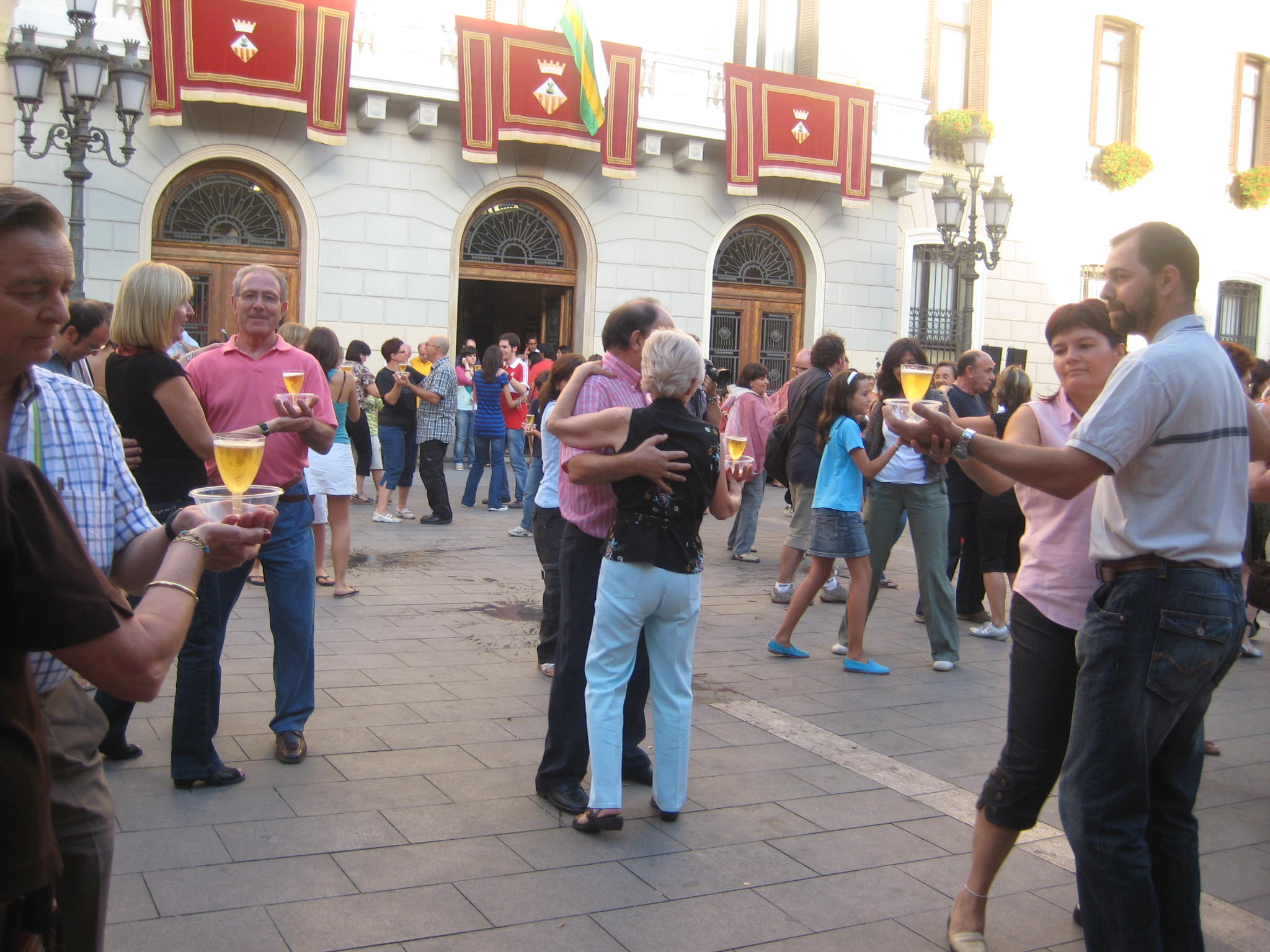
Ball de la bola davant de l'ajuntament de Sabadell. 2007

El ball de la bola és una dansa que es balla a Sabadell el diumenge de Festa Major a la tarda, a la plaça de Sant Roc, i que es va ballar per primera vegada l'any 1998. El ball pren el nom de la bola, una beguda popular del Sabadell del segle xix, també recuperada, que té un paper destacat en la dansa; aquesta beguda consistia a barrejar en una gran sopera cervesa i gasosa, amb un bolado al mig regat amb rom.
Aquesta dansa pren com a punt de partida l'anomenat ball dels hereus que es ballava a Sabadell el s. XIX, que cita Marian Burguès al seu llibre Sabadell del meu Record. El ball de la bola és una creació de l'Esbart Sabadell Dansaire; la part de la coreografia és obra de Montserrat Capdevila i Tatché i Tomàs Manyosa i Ribatallada, i la música de Joan Manau.
Prèviament, es va crear una comissió de treball presidida per Josep Egea Borrell, amb Jaume Nonell i Lluís Subirana en la investigació històrica, Joan Manau en la part musical i Montserrat Capdevila i Tomàs Manyosa en la coreogràfica. Fruit de la recerca històrica es va saber de l’existència de l’anomenat Ball dels hereus que cita en Marian Burguès i Serra en el seu llibre Sabadell del meu record (1929) i, la d’un tipus de beguda —la bola— que cita Joan Sallarès i Castells a la seva obra A l’ombra del campanar (1970) i que es bevia per la festa major a final del segle XIX i que consistia a barrejar en una gran sopera cervesa i gasosa amb un bolado al mig regat amb rom i s'encenia fins que quedava fos en el líquid.
En el ball hi participen un seguit de parelles, que inicien la dansa guiats per una parella capdansera, els de la bola. Darrere d'aquesta parella s'hi afegeixen els representants de les diferents entitats de la ciutat i després tota la resta de participants, quan els de la bola consideren que ja hi ha totes les parelles a la plaça finalitza la música i la primera part del ball. La segona part del ball, al seu torn, consta de dues parts: el cuc, en què la parella capdansera guia la resta de participants saltant per la plaça, i el canvi de parella, en què les parelles es posen en una gran rotllana al voltant de la plaça i després d'unes evolucions canvien de parella; es repeteixen les evolucions tantes vegades com els de la bola ho considerin oportú. La tercera part de la dansa és competitiva: les parelles ballen a ritme d'un vals-jota mentre aguanten a la mà una safata amb una copa plena de bola; si cau la beguda la parella està eliminada. El ritme es va fent més i més viu, fins que queda una sola parella guanyadora, que serà la capdansera de l'any següent.
Dins del programa "Mans" de Catalunya Ràdio de la temporada 2012/13, es va organitzar el concurs "La dansa més viva dels Països Catalans"; el ball de la bola va ser un dels quatre finalistes, on la dansa guanyadora va ser el ball Cerdà de la Seu d'Urgell.

L'any 2023 es commemora la 25a edició del Ball de la bola amb un nou lloc web que anirà recollint tota la informació del ball.